# Réserve spéciale d'Ambatovaky
La réserve spéciale d'Ambatovaky est une aire protégée située dans la région Analanjirofo, au Nord-Est de Madagascar. Le bureau d'accueil de la réserve se trouve à Soanierana Ivongo.

## Géographie
La réserve est reliée au parc national de Masoala par le plateau de Makira, au parc national de Mananara dans sa partie nord, et la réserve naturelle intégrale de Zahamena au sud.
La limite sud de la réserve est constituée par la rivière Marimbona et celle au nord par la rivière Simianona.
Le relief se trouve accidenté. Il y a des falaises et un relief vallonné couvert de végétation dense.

## Faune
La réserve héberge 11 espèces de lémuriens, 110 espèces d’oiseaux, dont un des rapaces les plus rares au monde, le Serpentaire de Madagascar (Eutriorchis astur) et 34 espèces de poissons.

## Flore
291 espèces différentes de plantes ont été recensées, dont 221 sont endémiques de Madagascar.